# Grallaire bicolore
Grallaria rufocinerea
Espèce
Statut de conservation UICN

 VU B1ab(i,ii,iii,v);C2a(i) : Vulnérable
La Grallaire bicolore (Grallaria rufocinerea) est une espèce d'oiseaux de la famille des Grallariidae.

## Description
Elle mesure 15,5 à 16 cm pour un poids de 44,8 g

## Répartition
Cette espèce est présente en Colombie et dans le Nord de l'Équateur. 

## Habitat
Elle vit dans la forêt tropicale humide de montagne entre 2 200 et 3 150 m d'altitude.

## Liste des sous-espèces
Selon la classification de référence du Congrès ornithologique international (version 10.2, 2020) :
- Grallaria rufocinerea rufocinerea Sclater, PL & Salvin, 1879 dans le centre de la Colombie ;
- Grallaria rufocinerea romeroana Hernández-Camacho & Rodríguez-M, 1979 du Sud de la Colombie et du Nord de l'Équateur.